# Daniël Brokke
Daniël Brokke, bekend onder de artiestennaam Daniel Brooke, is een Nederlandse muzikant.
Brokke maakte aanvankelijk covers die hij op YouTube plaatste. In 2019 ging hij onder de artiestennaam Daniel Brooke en twee jaar later werd zijn eenmansact uitgebreid met een bassist, gitarist en drummer. In 2022 tekende de band bij White Russian Records.
De act wordt omschreven als emo, hyperpop, pop, deathcore en poppunk. De muzikant haalt zijn inspiratie uit acts zoals: Asking Alexandria, Bring Me The Horizon, YUNGBLUD, 100 GECS en Charli XCX.
Na de singles "Yung Monroe" (2019), "Roleplay" (2020) en "Cigarettes Don't Solve Problems" (2020) te hebben uitgebracht, heeft Brokke in 2019 zijn eerste ep genaamd "Deadheading" (2020) uitgebracht. De zes nummers op deze ep worden door Brokke omschreven als 'best veel pop'.
Met het uitbrengen van de single "Anti Anti-Fax" is Brokke de hardere metalcore kant opgegaan. Dit viel volgens hem in de smaak bij de luisteraars, waarna hij met de single "Blood on Her Prada" deze richting voortzette.
In 2023 speelde Brokke op het Into The Core Fest. De website Dansende Beren beoordeelde het optreden positief en noemde de band 'een goed geoliede machine'.
Tevens deed Brooke in 2023 mee met de Popronde.